# Raschīd Ridā

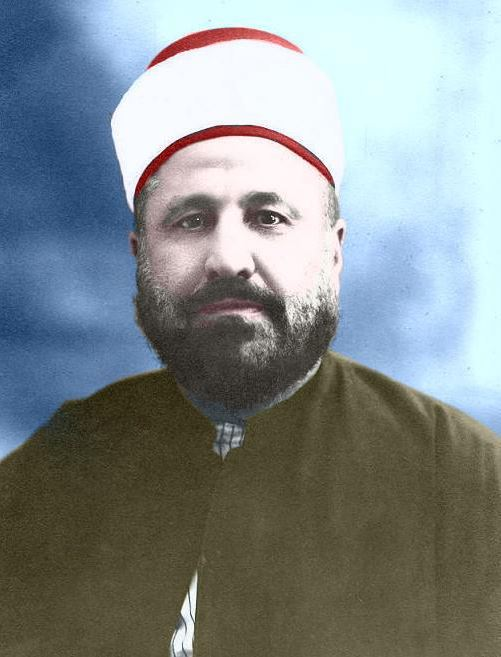
Raschīd Ridā, vor 1935.

Raschīd Ridā oder Raschid Rida (mit vollem Namen arabisch محمد رشيد بن علي رضى Muhammad Raschīd ibn ʿAlī Ridā, DMG Muḥammad Rašīd b. ʿAlī Riḍā; * 23. September 1865 im Dorf Qalamūn bei Tripoli im Libanon; † 22. August 1935 in Kairo) war ein libanesischer Publizist. Er war einer der einflussreichsten Denker und Autoren des Reformislam und des arabischen Nationalismus zu Beginn des 20. Jahrhunderts.
Als der prominenteste Schüler von Muhammad Abduh führte Raschid Rida die islamische Reformbewegung weiter und gab ihr eine neue Richtung. Er war ein muslimischer Intellektueller, der in einer Zeit des Umbruchs für die Bewahrung der eigenen Identität eintrat und zugleich den Fortschritt der islamischen Gemeinschaft vorantreiben wollte. Sein Name bleibt verbunden mit seinem Magazin al-Manar, einer der wichtigsten und einflussreichsten Publikationen zum Reformislam.

## Jugendzeit und Einflüsse
Raschid Rida stammte aus einer frommen Dorffamilie in der damaligen osmanischen Provinz Beirut, seine Abstammung soll auf den Propheten Mohammed zurückgehen. Anders als die früheren Reformdenker erhielt Raschid Rida bereits in seiner Schulzeit eine moderne Bildung. Besuchte er zunächst die Koranschule, wurde er später in der Nationalen Islamischen Schule in Tripoli unterrichtet. Weitere Kontakte mit westlichem Gedankengut erhielt er durch Gespräche mit christlichen Intellektuellen und Missionaren in Beirut. Durch seine umfassende Bildung gelangte er daher früh in die Riege der Ulema.
In seiner Jugend schloss sich Raschid Rida dem Sufismus an und beschäftigte sich mit al-Ghazālī sowie Askese. Er wurde auch Mitglied des Naqschbandi-Ordens. Doch als er einen Tanzauftritt von Mevlevi-Derwischen erlebte, brachte er lautstark sein Entsetzen über diese „verbotenen Handlungen“ zum Ausdruck. Seine Beschäftigung mit rationalistischen Reformern und die spätere Hinwendung zum Salafismus brachten ihn dazu, Sufi-Praktiken strikt abzulehnen.
Unter dem Einfluss der Zeitschrift al-‘Urwa al-wuthqa („das festeste Band“) lernte er die Reformbewegung unter dem Gelehrten Dschamal ad-Din al-Afghani (wohl ein geborener Schiite) kennen, die ihn so sehr beeindruckte, dass er versuchte, sich al-Afghani als Schüler anzuschließen. Durch die Zeitschrift kam er zu der Erkenntnis, dass der Islam nicht nur das Individuum betreffe, sondern eine komplette, weltumspannende und universelle Lehre darstelle. Afghanis Ideen führten ihn zudem in die Idee des Pan-Islamismus ein.
Aus politischen Gründen wanderte er 1897 nach Ägypten aus, wo unter der britischen Besatzung größere Meinungsfreiheit herrschte als im osmanisch beherrschten Großsyrien des Sultans Abdülhamid II. In Kairo schloss er sich Muhammad Abduh als Schüler an, wobei das Lehrer-Schüler-Verhältnis zwischen ihnen dem innerhalb von Sufiorden ähnelte.
Rida trennte sich von seiner ersten Ehefrau, die ihm nicht nach Ägypten folgen wollte, und heiratete nach einer weiteren erfolglosen Verbindung noch einmal. Mit seiner Ehefrau Su’ad hatte er mehrere Kinder, von denen fünf erwachsen wurden.

## Die frühen Jahre: Politische Visionen
Zunächst begeisterte sich Rida für eine türkisch-arabische Einheit im Osmanischen Reich. In Istanbul versuchte er, eine Schule zu gründen, die religiösem Fanatismus entgegenwirken sollte. Sein Plan war es, moderne Bildungsmethoden und westliche Kultur zur Anwendung zu bringen, während die Religion intakt gehalten werden sollte. Insgesamt war die Bildung für ihn der wichtigste einzelne Faktor, der die Vorherrschaft des Westens garantierte und auch politische Entwicklung ermöglichte. Die Bildung hatte für Rida einen so großen Stellenwert, dass er die Gründung von Schulen für wichtiger befand als die Gründung von Moscheen. Auch begabte Mädchen sollten Zugang zu Bildung bekommen, auch wenn sie außer Allgemeinbildung hauptsächlich „weibliche“ Fähigkeiten erwerben sollten. Als Rida jedoch bemerkte, dass sein Projekt von den Jungtürken kontrolliert und zur Türkisierung benutzt werden sollte, klagte er sie des Atheismus und der Freimaurerei an.
Eine weitere seiner Annahmen war, dass der Fortschritt im Westen durch politische Verbände katalysiert wurde, die die Stellung absolutistischer Herrscher angreifen konnten. Im Orient waren derartige kollektive Bewegungen weitgehend unbekannt, weswegen Rida selbst insgesamt viermal als Initiator tätig wurde.

## Die Zeitschriftal-Manār
Raschid Rida gab von 1898 bis zu seinem Tode die Zeitschrift al-Manār („der Leuchtturm“) heraus, die als Sprachrohr der Reformbewegung diente und großen Einfluss auf die islamische Welt ausübte. Al-Manār erschien zunächst ohne große Resonanz wöchentlich, doch nach einigen Jahren etablierte sie sich als führende Monatszeitschrift. Der Druck fand in Ridas eigenem Haus statt, das er auch als Buchhandlung nutzte. Die Zeitschrift enthielt Analysen der Situation der damaligen muslimischen Welt und beschäftigte sich intensiv mit der Frage, weswegen der Westen dem Orient überlegen war. Aufgrund von Reformvorschlägen bezüglich des osmanischen Verwaltungssystems verbot Sultan Abdülhamid II. die Zeitschrift im Osmanischen Reich. Ein weiterer wichtiger Bestandteil der Zeitschrift waren die Rechtsgutachten, Fatwas, die der Herausgeber selber erteilte. Des Weiteren enthielt al-Manar Buchbesprechungen von europäischen Schriftstellern sowie Reiseberichte von Rida. Die intendierte Funktion der Zeitschrift war die Versorgung des Lesers „mit praktischer Munition gegen gewöhnlichen Sufismus, Volkspraxis und taqlid (Nachahmung) sowie vielleicht der Ermutigung, davon Gebrauch zu machen.“
Fast alle seiner Schriften veröffentlichte Ridā zuerst in dieser Zeitschrift. Allerdings publizierte er darin auch viele bedeutende Aufsätze seines Lehrers Muhammad Abduh, so den Essay „Islam und Christentum im Verhältnis zu Wissenschaft und Zivilisation“, den er 1902 noch einmal separat herausgab. Zwischen 1912 und 1916 war Taufīq Sidqī ein wichtiger Beiträger der Zeitschrift. Er schrieb vor allem zu solchen Themen wie der Zuverlässigkeit der Sunna, das Christentum, und die Vereinbarkeit moderner medizinischer und wissenschaftlicher Entdeckung mit islamischen Konzepten. Durch al-Manār konnten ʿAbduhs Ideen überhaupt erst ihre weite Verbreitung erreichen, so dass sie sogar die gewichtige Rolle überstrahlten, die Rida selbst in der Reformbewegung einnahm. Ab 1900 veröffentlichte Rida in al-Manār einen modernistischen Korankommentar Muhammad ʿAbduhs, den „tafsir al-Manar“, beruhend auf seinen Aufzeichnungen von ʿAbduhs Vorlesung über Koranexegese an der al-Azhar-Universität. Nach ʿAbduhs Tod führte er diesen Tafsīr selbständig weiter, was sich in dessen Ausrichtung niederschlug.
In seiner Zeitschrift hat Rashid Rida mehrmals auch das Thema des Zionismus behandelt.

## Islamische Theologie
Ab 1901 veröffentlichte Rida in al-Manar in Anlehnung an Ibn Qaiyim al-Dschauzīya einen fiktiven Dialog zwischen einem jungen Reformer und einem traditionellen Scheich, „Muhawarat al-muslih wa-l-muqallid“, in dem sich viele seiner Argumentationsgänge bezüglich der Erneuerung des Islam finden. Die Imitation der traditionellen Auffassungen, „taqlid“, war demnach der wichtigste Grund für die Stagnation der Ulema, die den Fortschritt der islamischen Welt verhinderten. Der Gegensatz dessen ist „Idschtihād“, das selbständige Bemühen um Auslegung, das im Mittelalter aufgegeben worden war. Ein Grundsatz der Reformer war, sich nur direkt auf Koran und Sunna zu beziehen, wenn die Zitate eindeutig und die Überlieferung sicher waren (mehrfach überlieferte Tradition, Hadith mutawātir). Darum wurden auch die Unterschiede zwischen den vier großen Rechtsschulen und sogar zwischen den verschiedenen Gruppierungen von Sunniten und Schiiten zugunsten einer islamischen Einheit zu überwinden gesucht. Im Gegenzug wurde die Schuld für die Fragmentierung der islamischen Gemeinschaft dem dogmatischen Sektierertum der Rechtsgelehrten zugeschrieben.
Als eine wichtige Rechtsquelle galt das Prinzip der „maslaha“, die Nützlichkeit für die islamische Gemeinschaft bzw. das Gemeinwohl, das bereits bei Ibn Taimīya prominent wurde. Dieses Prinzip erhielt bei Rida eine so entscheidende Stellung, dass es den Analogieschluss (Qiyās) als Mittel zur Rechtsfindung verdrängte. Insgesamt sehnte sich Rida nach einer neuen Generation von modernen Ulema, die ihrem Berufsstand gerecht würden und nicht in mittelalterlichen Traditionen verhaftet blieben. Wie die anderen Modernisten auch sah Rida keinen Widerspruch zwischen Religion und Vernunft, weswegen er sich wissenschaftlichen Erkenntnisquellen nicht verschloss.
Rida befürwortete den defensiven Dschihad für den Fall, dass die friedliche Verbreitung des Islam nicht möglich ist oder wenn Muslime nicht gemäß ihrem religiösen Gesetz leben können. Die Nichtanwendung der Scharia führt dazu, dass der Herrscher für ungläubig erklärt werden kann (Takfīr), dies gilt also etwa bei der Anwendung europäischen Rechts im Orient. Der Dschihad sollte auch im Falle fremder Aggression zulässig sein, so dass antikolonialer Widerstand dadurch gerechtfertigt war. Diese Einstellung stand in einem Spannungsverhältnis zu der Tatsache, dass Rida persönlich das Leben unter britischer Herrschaft in Ägypten dem im Osmanischen Reich vorzog. Von der gewaltsamen Verbreitung des Islam sah er ab wegen des Prinzips, dass kein Zwang in der Religion angewendet werden soll.
Bei der Frage des Abfalls vom Islam unterschied er zwischen denjenigen Apostaten, die dergestalt offen vom Islam abfallen, dass sie eine Gefahr für die islamische Glaubensgemeinschaft darstellen, und solchen, die nur insgeheim den Glauben verlassen. Nur Angehörige der ersten Gruppe sollten getötet werden.

## Sicht auf den Westen
Der Niedergang der islamischen Welt nach dem goldenen Zeitalter der vier rechtgeleiteten Kalifen war ein zentrales Thema bei der Frage nach dem heutigen Verhältnis zwischen ersterer und dem Westen. Bei den historischen Gründen für die Dekadenztheorie führte Rida in der apologetischen Tradition Ibn Taimīyas Verschwörungen von Feinden des Islams sowie Pseudo-Konvertiten an, die menschliche Schwächen gegenüber den islamischen Prinzipien Oberhand gewinnen ließen. Darüber hinaus behauptete Rida, das Prinzip der Gewalt habe erst durch Muʿāwiyas Vorbild Eingang in den Islam gefunden. Diese Aussage verklärt die zuvor herrschenden rechtgeleiteten Kalifen, unter denen die rasche Expansion des Islam erfolgte, andererseits zeigt sie, wie früh bereits der fiktive Niedergang des Islam nach Meinung der Salafiten eintrat.
Die positiven Errungenschaften Europas beschränkten sich gemäß Rida auf Dinge, die von den Arabern entweder über Andalusien oder vermittels der Kreuzfahrer dorthin gelangt sind. Auch die Frauenrechte betrachtete Rida im Islam als überlegen, während die Europäer seiner Meinung nach erst allmählich die muslimischen „Errungenschaften“ diesbezüglich wie die Scheidung einführten und wohl künftig auch die Vielehe zulassen würden. Er klagte die Doppelgesichtigkeit der westlichen Mächte an, die nach innen als fortschrittliche Zivilisationen aufträten, nach außen aber unterdrückerische Kolonialmächte seien.
Intensiv setzte sich Ridā auch mit dem Christentum auseinander. Schon in den Jahren 1901 bis 1904 veröffentlichte er in lockerer Folge eine Anzahl von Artikeln, in denen er sich mit christlichen Publikationen über den Islam auseinandersetzte. Diese fasste er später in einer Monographie unter dem Titel Šubuhāt an-Naṣārā wa-ḥuǧaǧ al-Islām ("Zweifel der Christen und Argumente des Islams") zusammen. Das Buch wurde von Simon Wood ins Englische übersetzt. Nachdem er zusammen mit anderen Muslimen in einer englischen Schule in der Kairoer Muhammad-Ali-Straße eine christliche Missionspredigt über das „Kreuzesdogma“ gehört hatte und seine Bitte, darauf antworten zu dürfen, abgelehnt worden war, veröffentlichte er 1912 zusammen mit Taufīq Sidqī in al-Manār einen Kommentar zu Sure 4:157, in dem er die christliche Kreuzestheologie zurückwies. Der Text wurde später unter dem Titel „Das Dogma der Kreuzigung und Erlösung“ (ʿAqīdat aṣ-ṣalb wa-l-fidāʾ) noch einmal separat veröffentlicht. Taufīq Sidqī, der dem Christentum und seiner Geschichte äußerst kritisch gegenüberstand, gab Ridā auch wichtige Einblicke in die zeitgenössische westliche Bibelwissenschaft.

## Vom Panislamismus zum arabischen Nationalismus
Besonders nach dem Tod Abduhs 1905, der politische Betätigung abgelehnt hatte, engagierte sich Rida als Vertreter des Panislamismus. 1911 gründete er auf der Nilinsel Roda bei Kairo das „Haus für Daʿwa und geistige Anleitung“ (Dār ad-daʿwa wa-l-iršād), wo ab März 1912 bis zum Beginn des Ersten Weltkriegs Studenten aus der gesamten islamischen Welt umsonst lernten. In diesem Rahmen wandte er sich auch gegen den einzelstaatlichen arabischen Nationalismus. So gründete er eine Geheimorganisation namens „Osmanische Beratungsgesellschaft“, deren westlichem Arm in Paris auch die Offiziere des „Komitees für Einheit und Fortschritt“, die sogenannten Jungtürken, angehörten. Diese sollte Araber und Türken in einem islamisierten Vielvölkerstaat zusammenbringen, doch kollidierten diese Ziele mit dem Nationalismus der Jungtürken.
Auf diese Weise wurde Ridā selbst in diesen Jahren zum Befürworter eines arabischen Nationalismus. 1912 gründete er zusammen mit Rafīq Bey al-ʿAzm und Muhibb ad-Dīn al-Chatīb die „Osmanische Partei für administrative Dezentralisierung“ (Ḥizb al-lā-markazīya al-idārīya al-ʿUṯmānīya), die offen für eine arabische Autonomie innerhalb des Osmanischen Reiches eintrat. Im gleichen Jahr veröffentlichte er in seiner Zeitschrift al-Manār eine scharfe Kritik des indoislamischen Gelehrten Schiblī an-Nuʿmānī (1858–1914) an Dschurdschī Zaidāns „Geschichte der islamischen Zivilisation“, die sich gegen die schlechte Darstellung der Araber in diesem Werk richtete. Wie er in seiner Vorrede zur Buchausgabe der Kritik erklärte, hoffte er, dass die Kritik ins Türkische übertragen würde wie zuvor Zaidān's Buch selbst, damit „den Predigern des türkischen Chauvinismus Zügel angelegt würden, die die Veröffentlichung der Übersetzung (des Werkes von Zaidān) als Mittel zur Verächtlichmachung der Araber, zur Herabsetzung ihrer Zivilisation und (als Grund) zur Bevorzugung der Nichtaraber benutzt haben.“
Noch vor dem Ersten Weltkrieg gründete Ridā eine geheime „Arabische Ligagesellschaft“, die der bevorstehenden Kolonisation der arabischen Gebiete begegnen sollte. Sie sollte die dortigen Herrscher zusammenbringen und die Araber innerhalb und außerhalb des Osmanischen Reiches verbinden. Dies sollte zur Gründung eines unabhängigen arabischen Staates führen. Rida war bezüglich des Panarabismus jedoch nicht naiv, sondern strebte eine dezentrale Organisierung des Staates an, um den unterschiedlichen regionalen Verhältnissen gerecht zu werden. Der Plan wurde aber 1914 vom Scharifen Hussain von Mekka abgelehnt. Rida erkannte ihn seinerseits nicht als Kalifen an, unterstützte aber die Arabische Revolte von 1916. Die nachfolgende Entwicklung, die zur Zersplitterung und Kolonialisierung der Levante beitrug, brachte ihn dazu, sich selbst politisch zu engagieren, im 1919 zusammenkommenden Syrischen Nationalkongress, dessen Präsident er wurde. Die Besatzung durch Frankreich bereitete diesem Projekt jedoch ein jähes Ende.
In diesem Zusammenhang fand Ridas einzige Reise nach Europa statt, als er 1922 als Vizepräsident des Syro-Palästinensischen Kongresses in der Schweiz Vertretern des Völkerbundes die arabische Unabhängigkeit nahebringen wollte; außerdem bereiste er Deutschland. Sein Reisebericht al-Rihla al-’Ūrubiyya (Die europäische Reise) erschien in sieben Teilen in der Zeitschrift al-Manār.
Ridas ideales „neues“ Kalifat ist ideenmäßig eine Rückkehr zu einem „arabischen“ Kalifat anstelle der historisch vergangenen „türkischen“ Version, dem Osmanentum.

## Die Kalifatsschrift
Die Entmachtung des osmanischen Kalifen durch die Jungtürken 1922 veranlasste Rida zu der Schrift „Das Kalifat oder das größte Imamat“ (al-Ḫilāfa au al-imāma al-ʿuẓmā). Demnach sollte der idealerweise arabische Kalif der führende mujtahid, also Idschtihad betreibende Theologe, aller Muslime sein. In einem Seminar sollten fähige Männer ausgebildet werden, unter denen wiederum der geeignetste zum Kalifen gewählt würde, während die anderen als Kontrollgremium die Rolle verschiedener im islamischen Recht wichtiger Gruppen vereinen sollten, so die „ahl al-hall wa-l-’aqd“ (Leute des Lösens und des Bindens), die Mitglieder der „Schura“ (Beratschlagung), die „ulu l-amr“ (diejenigen mit Befehlsgewalt) und die mujtahidun, deren idschma’ (Konsensus) bindende Wirkung hat.

„Nach Rida bestand das Heilmittel gegen den "Verfall des Islam" darin, die "Würde des Imamats und die Macht der muslimischen Entscheidungsträger, der Leute des Lösens und des Bindens, wiederherzustellen ..., um so den wahren islamischen Staat zu restaurieren, den besten aller Staaten nicht nur für Muslime, sondern für die gesamte Menschheit."“

## Gegner und Salafisierung
Die von Rida vehement kritisierten traditionellen Muslime griffen ihn auch tätlich an, etwa als er in Damaskus die häufig praktizierte Anrufung von Mittlern als Polytheismus bezeichnete, so dass er die Stadt verlassen musste. Auf der anderen Seite waren seine Feinde diejenigen Modernisierer, die westliche Konzepte kritiklos übernahmen und somit aus seiner Sicht die islamische Kultur und Zivilisation ausverkauften. Den Säkularismus als Trennung von Staat/Gesellschaft und Religion betrachtete Rida darum als ernste Bedrohung für die Identität der Muslime. Als Säkularisten wie ein weiterer ’Abduh-Schüler, ʿAlī ʿAbd ar-Rāziq, von ähnlichen Ausgangspunkten wie Rida ausgehend auf andere, nicht islamgemäße Schlussfolgerungen kamen, zog sich Rida auf konservativere Positionen zurück. Das kontroverse Buch von Tāhā Husain, dem zufolge manche koranischen Propheten als literarische Figuren frei erfunden seien, lehnte er wie andere orthodoxe Muslime ab, da dadurch die Einheit der göttlichen Offenbarung in Abrede gestellt würde. Den Autor betrachtete er als Ungläubigen (Kāfir).
Politisch stellte er sich nach der Enttäuschung durch die Haschimiten ab 1918 auf die Seite der Familie as-Sa’ud, deren Eroberung des Hedschas 1924 er begrüßte. Ideologisch passte dies zu seiner beginnenden Favorisierung der Wahhabiten. Ab 1925 begann er die Werke derjenigen mittelalterlichen Gelehrten der hanbalitischen Rechtsschule neu herauszugeben, deren Gedankengut die salafistische Bewegung stark inspiriert hatte, wie Ibn Taimīya, Ibn Qaiyim al-Dschauzīya oder Muwaffaq ad-Dīn ibn Qudāma.

## Wirkung
Als Schüler Muhammad Abduhs schrieb er 1931 dessen Biographie „Tarikh al-Ustadh al-Imam al-Shaykh Muhammad ’Abduh“ in drei Bänden. Dabei war er darum bemüht, dessen Orthodoxie herauszustellen, wohingegen der Orientalist Elie Kedourie davon ausgeht, dass Abduh wie auch Dschamal ad-Din al-Afghani vor ihm lediglich politische Aktivisten, aber keine gläubigen Muslime gewesen seien; bei Rida nimmt Kedourie dies nicht an. Kurz vor seinem eigenen Tod veröffentlichte Raschid Rida eine Autobiographie, „al-Manar und al-Azhar“. Er beeinflusste unter anderem Hasan al-Bannā, den Gründer der Muslimbrüder, die al-Manar weiterführten. Somit fanden viele von Ridas Ideen Eingang in die breiten islamistischen Bewegungen des 20. Jahrhunderts.
Hingegen sind Ridas politische Projekte gescheitert. Auch in seiner Doktrin vollzog er nicht den entscheidenden Sprung in die Neuzeit, sondern kehrte schlussendlich zu althergebrachter Ideologie zurück.

## Werke
- (Hrsg.) al-Manār („der Leuchtturm“), Zeitschrift
- Tafsīr al-manār (Muhammad Abduh und Raschīd Ridā). Koranexegese
- Muḥāwarāt al-muṣliḥ wa-l-muqallid
- Šubuhāt an-Naṣārā wa-ḥuǧaǧ al-Islām

Simon A. Wood (Übersetzer): Christian criticisms, Islamic proofs: Rashīd Riḍā's modernist defense of Islam. Oxford:	Oneworld Publ. 2008, ISBN 978-1-85168-461-8
- al-Ḫilāfa au al-imāma al-ʿuẓmā

Henri Laoust (Übersetzer): Le califat dans la doctrine de Rasid Ridā. Traduction annotée d'"al-Hilâfa au al-Imâma al-'uzmâ" (Le Califat ou l'Imâma suprême). Verlag Jean Maisonneuve, Paris 1986 ISBN 2720010464 (Eine 1. Aufl. gab es in der Reihe: Publications de l'Institut Français d'Etudes Arabes de Damas, 14.- Beirut 1938)
- al-Manar und al-Azhar (Autobiographie)
- Abduh-Biographie

## Belege
1. 1 2  W. Ende: Rashīd Riḍā. Encyclopaedia of Islam. Herausgeber: P. Bearman, Th. Bianquis, C. E. Bosworth, E. van Donzel und W. P. Heinrichs. Brill, 2008.
2. 1 2  Sirriyeh S. 184
3. ↑  Shahin S. 113
4. 1 2  Muhammad Zaki Badawi: The reformers of Egypt. London: Croom Helm, c1978.
5. ↑  Adams S. 179
6. ↑  Hourani S. 225
7. ↑  Busool S. 279
8. ↑  asch-Scharabasi S. 220–224
9. ↑  Tauber S. 105
10. ↑  Shahin S. 116
11. ↑  Adams S. 195
12. 1 2  Shahin S. 121
13. ↑  Shahin S. 117
14. 1 2 3  Shahin S. 118
15. ↑  Skovgaard-Petersen S. 96
16. ↑  Salem S. 38
17. 1 2  Shahin S. 114
18. ↑  Vgl. Skovgaard-Petersen S. 103
19. ↑  Olaf H. Schumann: Der Christus der Muslime. Christologische Aspekte in der arabisch-islamischen Literatur. Gütersloh 1975. S. 115, 132.
20. ↑  Riyad: Islamic Reformism and Christianity. 2009, S. 21.
21. ↑  Busool S. 286
22. ↑  Beška, Emanuel: Responses of prominent Arabs towards Zionist Aspirations and Colonization prior to 1908. In Asian and African Studies, 16, 1, 2007.
23. ↑  Skovgaard-Petersen S. 97
24. ↑  Hourani S. 240
25. ↑  Hourani S. 233
26. ↑  Hourani S. 234
27. ↑  Hourani S. 239
28. ↑  Kerr S. 157
29. 1 2 3  Hourani S. 237
30. ↑  Peters S. 126
31. ↑  Kerr S. 173
32. ↑  Kerr S. 173f.
33. ↑  Riyad S. 95
34. ↑  Shahin S. 131
35. ↑  Riyad: Islamic Reformism and Christianity. 2009, S. 19.
36. ↑  Riyad: Islamic Reformism and Christianity. 2009, S. 22.
37. ↑  Schumann Der Christus der Muslime 123.
38. ↑  Riyad: Islamic Reformism and Christianity. 2009, S. 54.
39. ↑  Tauber 105 und Ignaz Goldziher: Die Richtungen der islamischen Koranauslegung. Leiden 1920. S. 344f.
40. 1 2  Tauber S. 112
41. ↑  Salem S. 39
42. ↑  Salem S. 41
43. ↑  Werner Ende: Arabische Nation und islamische Geschichte. Die Umayyaden im Urteil arabischer Autoren des 20. Jahrhunderts. Beirut-Wiesbaden: Franz Steiner 1977. S. 43–47.
44. ↑  Zit. bei Ende 46.
45. ↑  Salem S. 42
46. ↑  Tauber S. 106
47. 1 2  Salem S. 43
48. ↑  Kerr S. 165
49. ↑  Kerr S. 197
50. ↑  Dean Commins S. 130
51. ↑  Shahin S. 119
52. ↑  Riyad S. 105
53. ↑  Sirriyeh S. 187
54. ↑  Kedourie S. 63f
55. ↑  Sirriyeh S. 190
56. ↑  Abschnitt 3: Prägende Exponenten, Kap. 1: Al-Afghani und Rashid Rida

| Personendaten    | Personendaten                                                                          |
| ---------------- | -------------------------------------------------------------------------------------- |
| NAME             | Ridā, Raschīd                                                                          |
| ALTERNATIVNAMEN  | محمد رشيد بن علي رضى بن محمد شمس الدين بن محمد بهاء الدين بن منلى علي خليفة (arabisch) |
| KURZBESCHREIBUNG | Autor der islamischen Reformbewegung Islāh und des Panislamismus                       |
| GEBURTSDATUM     | 23. September 1865                                                                     |
| GEBURTSORT       | Dorf Qalamūn bei Tripoli, Libanon                                                      |
| STERBEDATUM      | 22. August 1935                                                                        |
| STERBEORT        | Kairo                                                                                  |